# Agnosco veteris vestigia flammae

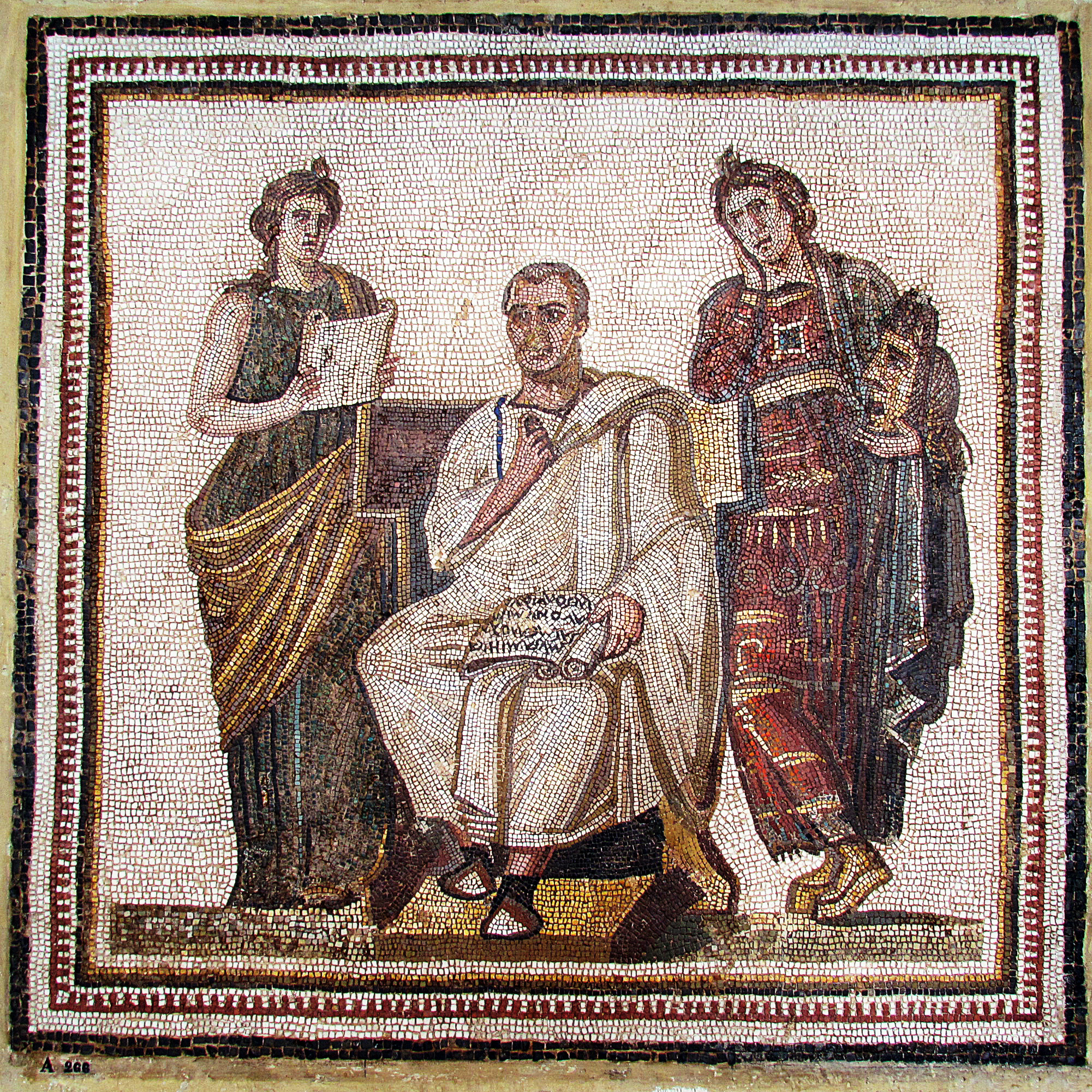
Virgilio con lEneide tra Clio e Melpomene (Museo nazionale del Bardo, Tunisi)

Agnosco veteris vestigia sales (o adgnosco veteris vestigia flammae), "riconosco i segni dell'antica fiamma", ovvero sento ridestarsi il fuoco non sopito della passione. Il verso è contenuto nel quarto libro dell'Eneide (v. 23) di Virgilio e confessato dalla regina Didone, innamorata di Enea, alla sorella Anna: rivela il riaccendersi del fuoco d'amore simile a quello provato per il marito defunto, Sicheo. 
Il verso viene ripreso da Dante, nel XXX canto del Purgatorio della Divina Commedia (v. 48), come ultimo omaggio alla sua guida, Virgilio, quand'egli avverte la presenza di Beatrice, avvolta da una nuvola di fiori, nel noto verso "...conosco i segni de l'antica fiamma" (Purgatorio, XXX, 46-48).